# Mitrophyllum margaretae
Mitrophyllum margaretae är en isörtsväxtart som beskrevs av Steven A. Hammer. Mitrophyllum margaretae ingår i släktet Mitrophyllum och familjen isörtsväxter. Inga underarter finns listade i Catalogue of Life.